# Jacques Schwarz-Bart
Jacques Schwarz-Bart (né le 22 décembre 1962 aux Abymes en Guadeloupe) est un saxophoniste de jazz français.

## Biographie
Né en décembre 1962, Jacques Schwarz-Bart est le fils de Simone (née Brumant, guadeloupéenne) et d'André Schwarz-Bart (prix Goncourt 1959), couple d'écrivains,. Il joue des tambours dans sa petite enfance, et découvre le gwoka à l'âge de quatre ans. Anzala, l'un des « esprits frappeurs » de la Guadeloupe avec Vélo et Carnot, l'initie alors à quatre des sept rythmes de base : le léwoz, le kaladja, le toumblak et le graj. À six ans, alors qu'il se retrouve en Suisse, il découvre le jazz avec la discothèque du père de son meilleur ami.
Après avoir été bachelier à seize ans puis étudiant à la faculté d'Assas et à l'Institut d'études politiques de Paris,, il devient attaché parlementaire. Il commence à jouer du saxophone à 24 ans. Puis Jacques Schwarz-Bart abandonne sa carrière d'assistant parlementaire pour se consacrer entièrement à la musique et intègre le Berklee College of Music de Boston, avant de se rendre à la « Mecque » du jazz américain : New York. Il enchaîne de nombreuses collaborations avec de grands noms des scènes Nu soul et jazz : Giovanni Hidalgo, Erykah Badu, Eric Benet, Soulive, Danilo Perez, Ari Hoenig, Bob Moses, Me'shell Ndegeocello, David Gilmore, James Hurt, D'Angelo (qu'il accompagne sur sa tournée Voodoo Tour en 2000) ou encore Roy Hargrove. Jacques est le compositeur du single Forget regret du RH Factor, la formation jazz-funk et soul de Roy Hargrove.
En 2006, il sort chez Universal jazz son plus ancien projet, Soné ka la (« Que résonnent les tambours ») réalisant ainsi un trait d'union entre la musique gwoka de sa Guadeloupe natale et le jazz avec des touches de soul, de funk, de musique brésilienne, de drum n' bass, de dance hall et même de musique impressionniste, ainsi qu'avec un featuring du chanteur de reggae-dancehall Admiral T. Cet album est produit par Robert Sadin.
En septembre 2008 il sort son nouvel album intitulé Abyss en hommage à son père, un disque beaucoup plus sombre que le précédent, mais toujours bien ancré dans le jazz-ka, avec des invités tel que Guy Konkèt (chanteur de gwoka), Stephanie Mc Kay ou encore Elisabeth Kontomanou.
En 2014, Schwarz-Bart sort un album intitulé Jazz Racine Haïti,. Avec une profonde connaissance du patrimoine haïtien, il a été inspiré, pour intégrer la musique rituelle vaudou dans son répertoire, par l'arrangement des airs sacrés et des mélodies composées en apportant la fusion du jazz moderne et de la « musique racine » (Rasin). Comme le blues, la musique racine est une source d'inspiration qui a permis à des millions d'esclaves de surmonter la tragédie et d'échapper à un conditionnement oppressif. Schwarz-Bart tente de donner un sens à cet héritage original. Après un passage à Lyon, du 13 au 18 janvier 2014, il fait étape au New Morning de Paris le 7 mars 2014 puis à Hambourg et Bruxelles le printemps suivant. La publication de cet album a été soutenue par l'UNESCO dans le cadre du programme « La Route de l'esclave », sur le folklore historique afro-caribéen.

## Discographie
- New York Jazz Guerrilla - Method To The Madness *part 1 (VariousArtists / NYJG, 1998)
- Immersion (Fresh Sound, 1999)
- Inspiration (Mocloud, 2003)
- Soné Ka La (Universal, 2006)
- Abyss (Universal, 2008)
- Rise above (Dreyfus Jazz, avril 2010)
- The art of dreaming (Aztec Music, 2012)
- Jazz Racine Haïti (Motema/Harmonia Mundi, 2014)
- Hazzan (Enja, 2018)
- 2020 Soné Ka-La 2[7] : Odyssey (Enja[8], 2020)
- The Harlem Suite (Ropeadope, 2023)